# Museo de Arte de Aomori
El Museo de Arte de Aomori (青森県立美術館 Aomori Kenritsu Bijutsukan?) es un museo en Aomori (Japón), inaugurado en julio de 2006. Está situado cerca del yacimiento de Sannai-Maruyama, del que se inspira el diseño del museo en su estructura parcialmente enterrada. El museo alberga más de 120 obras de Yoshitomo Nara, un artista de la prefectura de Aomori. El museo también organiza conciertos, obras de teatro y talleres. Desde su apertura en 2006, con el objetivo de presentar las artes de Aomori internacionalmente, ha recopilado y expuesto obras de artistas nativos o relacionados con la prefectura, como Shikō Munakata, Shūji Terayama, Yoshitomo Nara y Tohl Narita. El Perro de Aomori de Yoshimoto Nara se ha convertido en el símbolo del museo.

## Arquitectura
El museo fue construido junto al yacimiento arqueológico de Sannai-Maruyama, un importante enclave del período Jōmon (10 000-300 a. C.). La decisión de ubicar el museo en este lugar respondió a la intención de vincular el desarrollo cultural contemporáneo con el patrimonio histórico local. Entre 1999 y 2000 se convocó un concurso internacional de diseño, del cual resultó ganadora la propuesta del estudio Jun Aoki & Associates. El diseño se inspiró en la topografía arqueológica del yacimiento, utilizando formas geométricas positivas y negativas del terreno para estructurar los espacios interiores. El museo combina salas cúbicas blancas —neutras, para no interferir con las obras— con espacios más irregulares que siguen el concepto de una excavación arqueológica. La propuesta buscó mantener un equilibrio entre funcionalidad expositiva y el entorno histórico.

## Exposición
La colección permanente incluye trabajos de artistas relacionados con la prefectura de Aomori, como el grabador Shikō Munakata, el escultor Toru Narita o el fotógrafo y guionista Shūji Terayama. Una de las obras más conocidas es el Perro de Aomori de 8.5 metros, obra de Yoshitomo Nara. El museo también posee pinturas de artistas extranjeros, como Pablo Picasso, Henri Matisse y Rembrandt van Rijn. La Sala Aleko, en el centro del museo, cuenta con un espacio de cuatro pisos con 19 metros de altura y 21 metros de ancho, y alberga los cuatro telones de fondo que Marc Chagall pintó para el ballet Aleko. En 1994, la prefectura de Aomori adquirió tres de los telones (actos I, II y IV). El telón del acto III, propiedad del Museo de Arte de Filadelfia, está cedido en préstamo, lo que permite la exhibición conjunta de los cuatro fondos en un solo lugar.